# 日吉雄太
日吉 雄太（ひよし ゆうた、1968年8月7日 - ）は、公認会計士。元衆議院議員（1期）、

## 来歴
静岡県伊東市のサラリーマン家庭に生まれる。伊東市立富戸小学校、伊東市立対島中学校、静岡県立韮山高等学校を経て、1996年に一橋大学商学部卒業。一橋大学在学中は原価計算の尾畑裕ゼミに所属した。1997年、4度目の受験で公認会計士第2次試験に合格し、会計士補登録。その後、有限責任監査法人トーマツに入社。2001年、公認会計士第3次試験に合格し、公認会計士登録。政府の福島第一原子力発電所事故への対応に疑問を抱き、2012年、政治家を志して有限責任監査法人トーマツを退社し、伊東市に公認会計士事務所を設立した。
2012年11月、消費税増税に反対し、民主党を離党した小沢一郎ら国会議員49名で結党した国民の生活が第一から次期衆院選の公認内定を受けた。国民の生活が第一は11月27日、解党及び日本未来の党への合流を決定。第46回衆議院議員総選挙に静岡6区から日本未来の党公認（新党大地推薦）で出馬したが、民主党前職の渡辺周、自由民主党新人の勝俣孝明（比例復活）に敗れ、供託金も没収された。
2015年、静岡県議会議員選挙に伊東市選挙区から民主・維新・生活3党の推薦を受け出馬したが、自由民主党現職の小野達也に敗れた。
2016年の第24回参議院議員通常選挙に生活の党公認で比例区から立候補したが、党内最下位の9,839票しか獲得できず、落選した。
2017年の第48回衆議院議員総選挙に際しては、自由党公認で静岡6区からの出馬を検討していたが、党本部から公認しない意向を伝えられ、6区からの出馬を断念。10月5日、自由党を離党して立憲民主党に入党し、静岡7区からの出馬を決め、10月6日に立憲民主党が日吉の公認を発表した。一方、希望の党は静岡1区から出馬する予定だった元メリルリンチ日本証券社員の福村隆を静岡7区に擁立することを10月4日に決定し、連合静岡は静岡1区・7区では自主投票の方針を決定した。10月9日、立憲民主党は第2次公認として、選挙区候補1人と、比例単独候補15人を発表し、比例東海ブロックの名簿には青山雅幸（静岡1区）、日吉（静岡7区）、吉田統彦（愛知1区）、近藤昭一（愛知3区）、赤松広隆（愛知5区）の重複立候補者5人がいずれも1位で、松田功が単独6位で搭載された。同年10月31日、投開票。静岡7区は自民党現職の城内実が5期目の当選を果たした。立憲民主党は比例東海ブロックで5議席を獲得する要件を満たし、近藤と赤松が小選挙区で当選したため、6人のうち残りの4人は全員自動的に当選することとなった。日吉の惜敗率はわずか20.38％だったが、初当選を果たした。余った1議席分は自民党に譲渡され、愛知2区の田畑毅が当選した。
2018年3月19日、立憲民主党は静岡県総支部連合会を設立し、県連代表に日吉が就いた。同年9月13日、自由党所属の玉城デニー衆議院議員が、沖縄県知事選挙に立候補したため、失職。玉城の失職により、自由党会派に所属する衆議院議員は小沢一郎のみになり、会派は解消された。9月21日、日吉は党本部で記者会見を開き、立憲民主党を離党し、自由党に入党（復党）する意向を表明。離党の理由について、玉城の失職による自由党会派の解消を挙げ、「野党再編・再結集で政権を獲得する上で、自由党が衆院での旗を降ろすことは後退になる。小沢代表の力が必要だ」と会派復活を目指しての離党だと説明した。立憲民主党は日吉の除籍処分を見送り、離党届は10月18日に受理され、同日付で自由党に復党した。10月23日の両院議員総会で、玉城の失職により空席になっていた自由党国会対策委員長に起用された。
2019年4月26日、所属する自由党が国民民主党に合流したことに伴い、国民民主党所属となった。
2020年9月15日、立憲民主党と国民民主党の合流新党である新「立憲民主党」結党に参加。
2021年10月31日の第49回衆議院議員総選挙で城内と一騎打ちになるも大差で敗れ、比例復活もならず落選。
2024年10月27日の第50回衆議院議員総選挙でも城内に大差で敗れ、比例復活もならず落選。

## 政策・主張

### 憲法
- 憲法改正について、2021年のNHKのアンケートで「反対」と回答[26]。

- 憲法9条への自衛隊の明記について、2021年のNHKのアンケートで「反対」と回答[26]。

- 憲法を改正し緊急事態条項を設けることについて、2021年の毎日新聞社のアンケートで「反対」と回答[27]。

### 外交・安全保障
- 敵基地攻撃能力の保有について、2021年の毎日新聞社のアンケートで「反対」と回答[27]。

- 普天間基地の辺野古移設をめぐる政府と沖縄県の対立をどう考えるかとの問いに対し、2021年の毎日新聞社のアンケートで「政府は埋め立てを即中止すべきだ」と回答[27]。

- 徴用工訴訟などの歴史問題をめぐる日韓の関係悪化についてどう考えるかとの問いに対し、2021年の毎日新聞社のアンケートで「より柔軟な態度で臨む」と回答[27]。

### ジェンダー
- 選択的夫婦別姓制度の導入について、2021年のNHKのアンケートで「賛成」と回答[26]。

- 同性婚を可能とする法改正について、2021年のNHKのアンケートで「賛成」と回答[26]。「同性婚を制度として認めるべきだと考るか」との同年の毎日新聞社のアンケートに対し「認めるべき」と回答[27]。

- クオータ制の導入について、2021年のNHK、毎日新聞社のアンケートで「賛成」と回答[26][27]。

### その他
- 「原子力発電への依存度について今後どうするべきか」との問題提起に対し、2021年のNHKのアンケートで「ゼロにすべき」と回答[26]。

- 10％の消費税率について、2021年の毎日新聞社のアンケートで「引き下げるべき」と回答[27]。

- 森友学園への国有地売却をめぐる公文書改竄問題で、2021年5月6日、国は「赤木ファイル」の存在を初めて認めた[28]。しかし5月13日、菅義偉首相はファイルの存在を踏まえた再調査を行わない考えを報道各社に書面で示した[29]。9月の自民党総裁選挙で総裁に選出された岸田文雄も10月11日、衆議院本会議の代表質問で再調査の実施を否定した[30]。国の対応をどう考えるかとの同年の毎日新聞社のアンケートに対し「さらに調査や説明をすべき」と回答[27]。

## 選挙歴
| 当落 | 選挙                     | 執行日         | 年齢 | 選挙区       | 政党                           | 得票数    | 得票率 | 定数 | 得票順位 /候補者数 | 政党内比例順位 /政党当選者数 |
| ---- | ------------------------ | -------------- | ---- | ------------ | ------------------------------ | --------- | ------ | ---- | ------------------ | ---------------------------- |
| 落   | 第46回衆議院議員総選挙   | 2012年12月16日 | 44   | 静岡県第6区  | 日本未来の党                   | 2万169票  | 7.92%  | 1    | 3/4                | 4/3                          |
| 落   | 2015年静岡県議会議員選挙 | 2015年4月12日  | 46   | 伊東市選挙区 | 無所属                         | 1万2620票 | 45.98% | 1    | 2/2                | /                            |
| 落   | 第24回参議院議員通常選挙 | 2016年07月10日 | 47   | 参議院比例区 | 生活の党と山本太郎となかまたち | 9862票    | ーー   | 48   | /                  | 4/1                          |
| 比当 | 第48回衆議院議員総選挙   | 2017年10月22日 | 49   | 静岡県第7区  | 立憲民主党                     | 2万6383票 | 13.41% | 1    | 3/4                | 3/4                          |
| 落   | 第49回衆議院議員総選挙   | 2021年10月31日 | 53   | 静岡県第7区  | 立憲民主党                     | 6万726票  | 31.84% | 1    | 2/2                | 20/5                         |
| 落   | 第50回衆議院議員総選挙   | 2024年10月27日 | 56   | 静岡県第7区  | 立憲民主党                     | 5万4789票 | 30.10% | 1    | 2/3                | 9/6                          |